# Dolná Breznica
Dolná Breznica (allemand : Unterbresnitz, hongrois : Alsónyíresd) est un village de Slovaquie situé dans la région de Trenčín.

## Histoire
La première mention écrite du village date de 1388.

## Démographie

### Évolution de la population
| Année:               | 1994. | 2004.   | 2014.    | 2024.    |
| -------------------- | ----- | ------- | -------- | -------- |
| Nombre de personnes: | 793   | 813     | 911      | 1073     |
| Différence:          |       | +2,52 % | +12,05 % | +17,78 % |

| Année:               | 2023. | 2024.   |
| -------------------- | ----- | ------- |
| Nombre de personnes: | 1081  | 1073    |
| Différence:          |       | -0,74 % |